# Torre de perforación

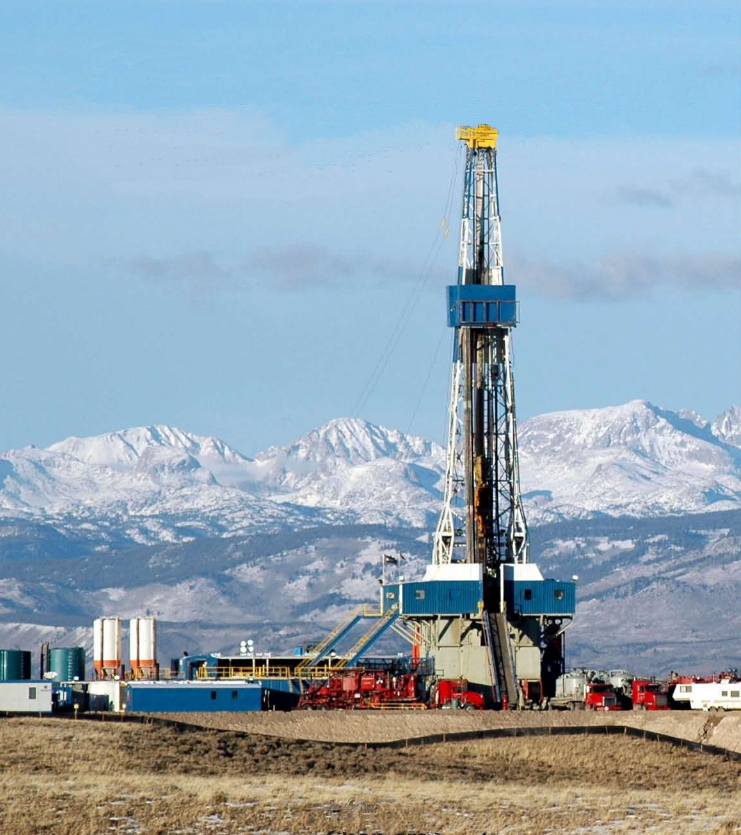
Torre de perforación realizando un pozo para extracción de gas natural en Wyoming EUA.

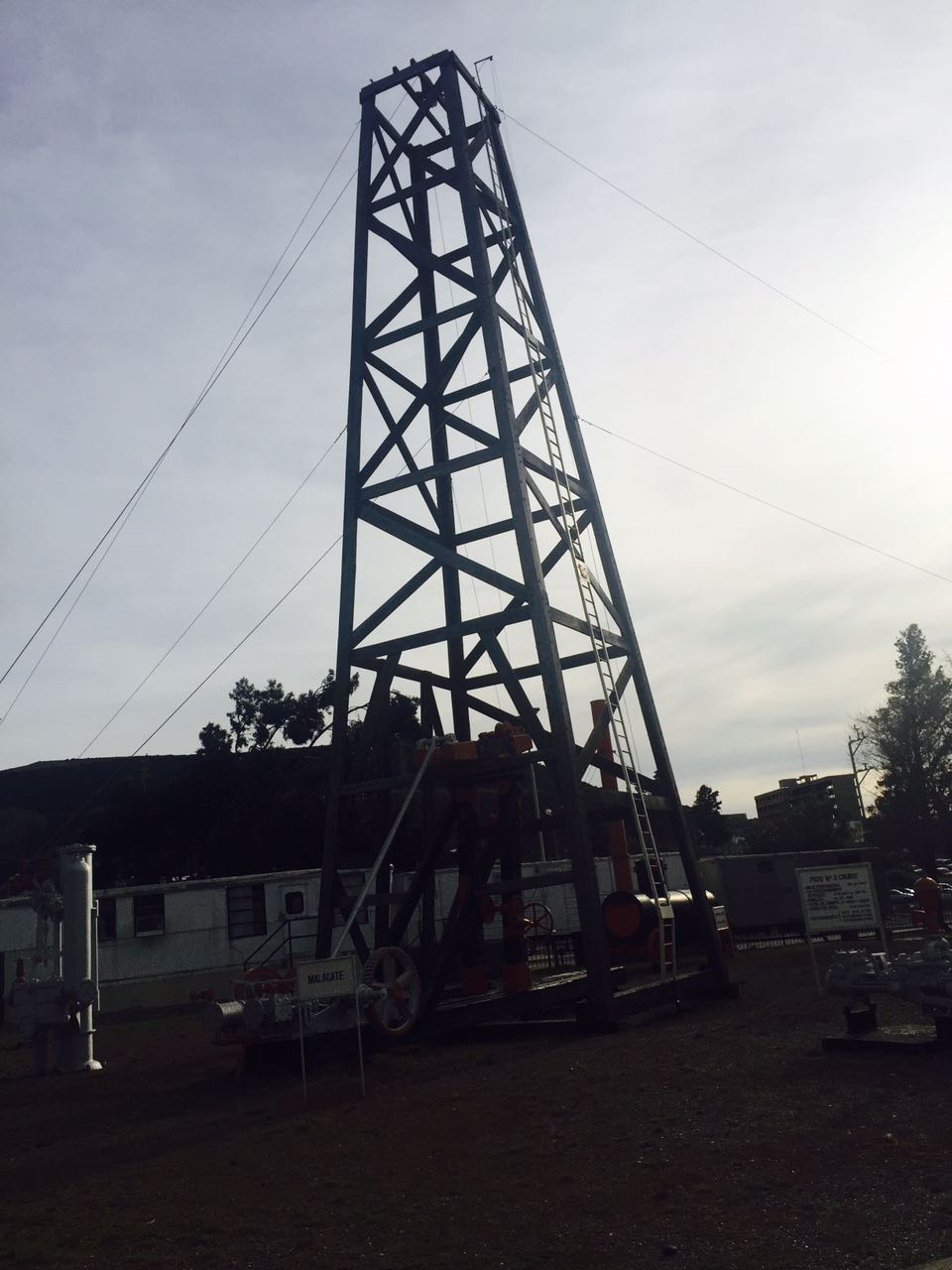
Torre de petróleo ubicada en la muestra externa del Museo Nacional del Petróleo. El mismo se localiza en Barrio General Mosconi, emplazado en los alrededores del Pozo N.º 2, de donde surgió el primer chorro de petróleo de Argentina, pese a que se buscaba agua en ese lugar.

Las torres de perforación se utilizan para realizar perforaciones de entre 800 y 6000 metros de profundidad en el subsuelo, tanto de pozos de gas, agua o petróleo, así como sondeos de exploración para analizar la geología y buscar nuevos yacimientos. 
Cuando las perforaciones se realizan en el mar estas torres están montadas sobre barcazas con patas o buques con control activo de su posición respecto del fondo del mar y se denominan plataformas petrolíferas. 
Para perforar el pozo:
- La broca de perforación o trépano, empujada por el peso de la sarta y las bridas sobre ella, presiona contra el suelo.
- Se bombea lodo de perforación («mud») dentro del caño de perforación, que retorna por el exterior del mismo, permitiendo la refrigeración y lubricación de la broca.
- Se hace girar el trepano, ya sea mediante el giro de la sarta de perforación o mediante un motor de fondo o ambos a la vez.
- El lodo de perforación ayuda a elevar la roca molida a la superficie.
- El lodo en superficie es filtrado de impurezas y escombros para ser rebombeado al pozo. Resulta muy importante vigilar posibles anormalidades en el fluido de retorno, para evitar golpes de ariete, producidos cuando la presión sobre la broca aumenta o disminuye bruscamente.
- La línea o sarta de perforación se alarga gradualmente incorporando aproximadamente cada 10 metros un nuevo tramo de caño en la superficie.

Todo el proceso se basa en una torre de perforación que contiene todo el equipamiento necesario para bombear el fluido de perforación, bajar y elevar la línea, controlar las presiones bajo tierra, separar las rocas del fluido que retorna, y generar in situ la energía necesaria eléctrica y mecánica para la operación, generalmente mediante grandes motores diésel.-

## Equipamiento de una torre de perforación

Diagrama simplificado de una torre de perforación y su funcionamiento (explicación en el texto).

El equipamiento asociado a una torre de perforación depende en parte del tipo de torre pero incluye al menos las siguientes partes:
1. Tanque de lodo o pileta
2. Temblorinas o Zarandas
3. Línea de succión de la bomba de lodo
4. Bomba de lodo
5. Motor
6. Manguera de la bomba
7. Carrete del aparejo
8. Línea vertical
9. Manguera de lodo. "Manguerote"
10. Cuello de cisne
11. Aparejo
12. Cable del aparejo
13. Bloque corona
14. Estructura
15. Changuera o Piso de enganche
16. Lingadas o tiros (Cada tiro se compone por lo general de 3 tramos de cañería de 9 metros)
17. Rack o Peine.
18. Conexión de lodo giratoria (en equipos modernos se reemplaza por el top drive)
19. Barra de perforación (rota junto con la mesa, aunque puede moverse hacia arriba y abajo libremente)
20. Mesa rotaria (acciona la barra de perforación)
21. Piso de perforación
22. Bell nipple
23. Válvula (BOP) anular
24. Válvula (BOPs) ciega y de cañería
25. Sarta de perforación
26. Barrena (Trépano)
27. Cabeza del «casing»
28. Línea de retorno de lodo.